# Hidrocronómetro

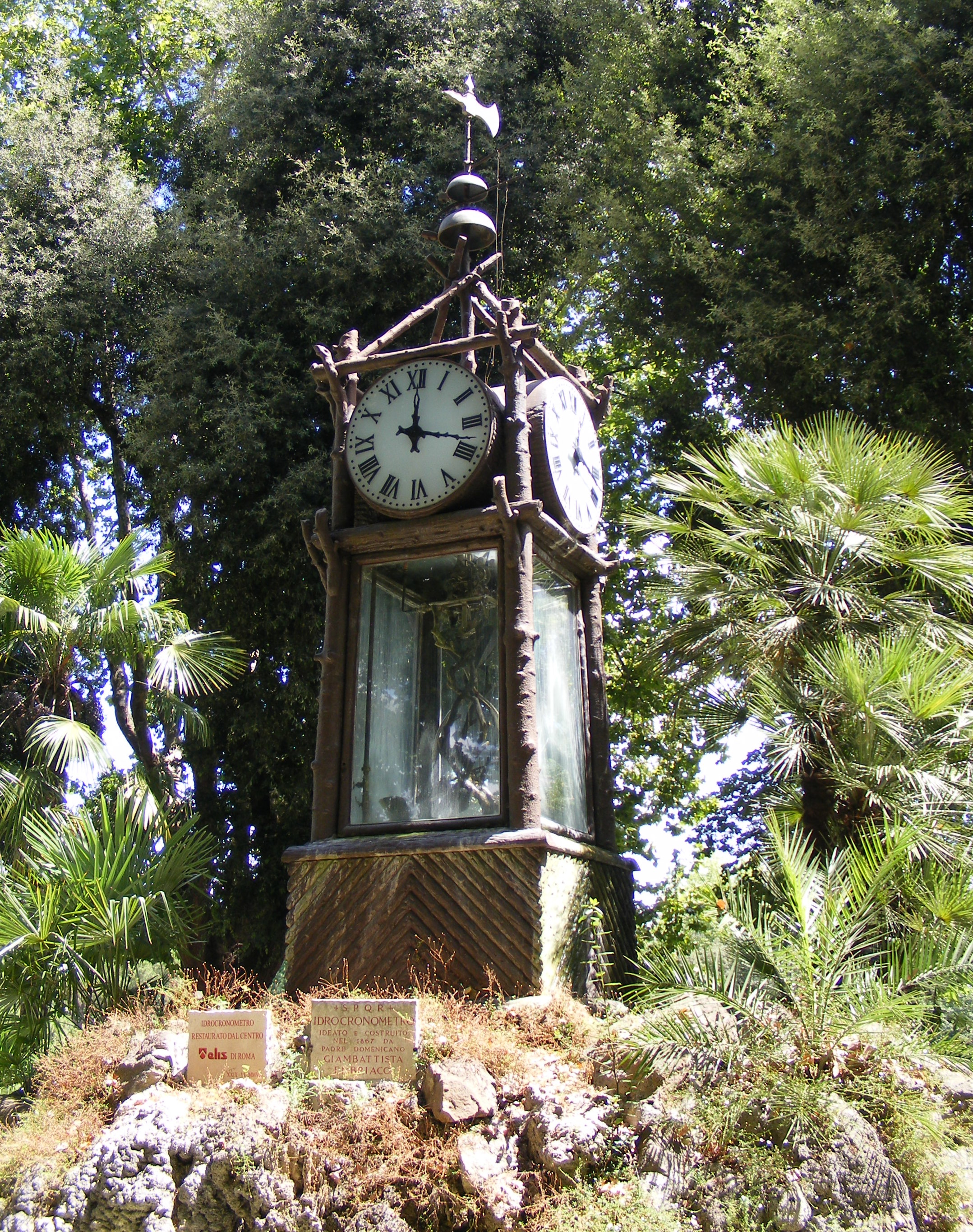
Hidrocronómetro en Villa Borghese.

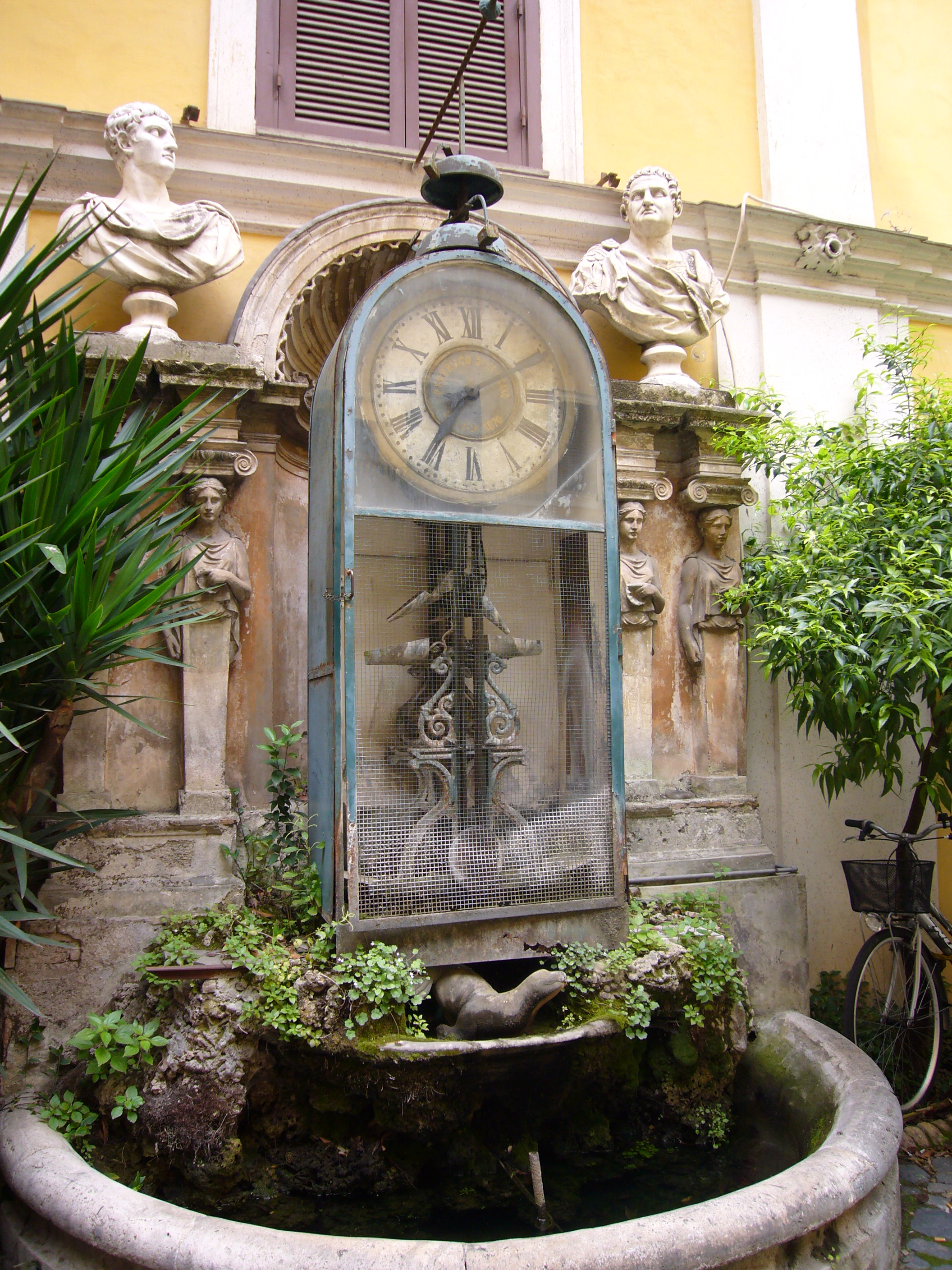
Hidrocronómetro en el Palazzo Berardi, Roma.

Se conoce por hidrocronómetro a un tipo de reloj que funciona por la caída de agua en unos cangilones que, al llenarse, vencen hacia abajo, haciendo mover el péndulo. Al caer se abre un portillo y se vacía el cangilón.
El hidrocronómetro más conocido fue inventado por el sacerdote Giovan Battista Embriaco en 1867, y fue presentado en la Exposición Universal de París del 1867, donde obtuvo grandes reconocimientos.
Tiene forma de una torreta de madera realizada mediante hierro fundido a la manera de troncos de árboles, mientras que los cuatro cuadrantes de la hora se pueden ver desde cada dirección.
En 1873 el reloj de agua llegó a Roma y fue colocado en Villa Borghese, en una fuente señaladamente realizada por el arquitecto Gioacchino Ersoch.
Otro hidrocronómetro, desarrollado también por Embriaco, se encuentra en el patio del Palazzo Berardi, en la Via del Gesù, en Roma.
- Datos: Q2272265